# 林浩 (1998年)
林浩（1998年12月9日—），男，四川汶川人，中华人民共和国公众人物，现为自媒体从业人员，为2008年汶川大地震中的一位小学生。曾经与姚明一起代表中国在2008年夏季奧林匹克運動會開幕式中入场。

## 生平
2008年5月12日汶川大地震，当时还是小学生的林浩在地震发生后将两名同学背出废墟，交给校长，同时唱歌激励大家，但手臂于背出同学时受伤。此新闻立刻被各大媒体转载。
2008年8月8日，2008年夏季奥林匹克运动会开幕，林浩与姚明一起作为中国代表队旗手进入会场。
2010年7月3日，林浩推出自己的公益专辑有你在身旁。
2024年1月，林浩与查理泽拉姆结婚。

## 作品

### 电视剧
| 首播年份 | 剧名       | 角色   | 備註 |
| -------- | ---------- | ------ | ---- |
| 2014年   | 我的特一营 | 小四川 |      |
| 2014年   | 满山打鬼子 | 满山   |      |

### 电影
| 年度   | 电影名       | 角色   | 备注 |
| ------ | ------------ | ------ | ---- |
| 2011年 | 大太阳       | 山娃子 |      |
| 2013年 | 哺乳期的女人 | 旺旺   |      |
| 2014年 | 情笛之爱     | 天乐   |      |